# Videotoracoscopia
La videotoracoscopia o VATS, dall'acronimo inglese Video-assisted thoracoscopic surgery, è un tipo di intervento chirurgico e tecnica diagnostica mini-invasiva avanzata nata dalla tecnica diagnostica toracoscopia. Grazie ad essa è possibile anche l'esecuzione di biopsie.

## Indicazioni
Viene utilizzato in caso di:
- Pleurodesi
- Pleurectomia
- Asportazione-resezione di masse tumorali a livello polmonare o del mediastino, dove nella seconda ipotesi risulta una tecnica da utilizzare in alternativa ad una mediastinotomia[1]
- Versamento pleurico, da effettuare solo dopo aver provato una toracentesi
- Empiema cronico
- Pneumotorace
- Lobectomia polmonare

## Procedimento
Dopo aver eseguito anestesia generale o locale (la seconda rende l'operazione più complicata), si deve posizionare il paziente in decubito laterale, dove l'arto superiore omolaterale e il gomito risultano flessi (il gomito a 90°). Si procede quindi ad un accesso transtoracico (al massimo 3, se si mostrano difficoltà di intervento) di dimensioni dai 12 ai 20 mm.